# КАБ-1500
КАБ-1500 — корректируемая авиабомба массой 1500 кг и лазерным/телевизионным самонаведением, способна пробить 3 метра ЖБИ или 20 метров земли. Разработана в ОАО ГНПП «Регион».

## Разновидности
Телевизионное самонаведение:
- КАБ-1500Кр

Лазерное полуактивное самонаведение:
- КАБ-1500ЛГ-Ф — боевая часть фугасного типа.
- КАБ-1500ЛГ-ОД — объемно-детонирующая боевая часть.
- КАБ-1500ЛГ-Пр — проникающая боевая часть.

## Свойства
- Масса около 1500 кг
- Длина около 4,4 метра
- Поперечник 58 см
- Высота сброса до 8 км
- Точность попадания до 4 м
- Носители Су-24М, Су-34, Су-35, Су-27.

## Боевое применение
Сирия
- 31 октября 2015 года фронтовой бомбардировщик Су-34 ВКС РФ применил 2 КАБ-1500 с лазерным наведением против заглубленных целей под прикрытием истребителей Су-30СМ, наземные цели были уничтожены самолётами Су-25СМ[1]
- 11 апреля 2017 года Су-34 уничтожил бункер исламских боевиков в городе Сармин близ Идлиба[2].